# Riđovka
Riđovka (lat. Vipera berus) zmija je otrovnica iz porodice ljutica. Naraste do 75 cm. Najbolje je proučena zmija na svijetu. Poznata je još i pod nazivima šarka, šaru(l)ja (u Zagori) i crnostrig.

## Rasprostranjenost
Najrasprostranjenija zmija Europe i najrasprostranjenija zmija uopće. Stanište joj se prostire preko čitave Europe, kroz Rusiju sve do obale Tihog oceana. Može se naći i u Švedskoj i u Arktičkom pojasu. Nema je u južnoj Španjolskoj, južnoj Italiji na jugu Balkanskog poluotoka i na nekim većim sredozemnim otocima.

## Prehrana i otrov
Kao i ostale ljutice, ne progoni svoj plijen, nego čeka da joj plijen dođe na dohvat i tada ga napada smrtonosnom učinkovitošću. U usporedbi sa svojim većim srodnicima, riđovka je rijetko prijetnja čovjeku, no za male je životinje smrtonosna. Ima veliku glavu, uski vrat i debelo tijelo koje je manje i elegantnije od poskokovog, s kosom isprekidanom prugom koja služi za prikrivanje. Jezik joj je dug i rašljast. Njezini otrovni zubi leže preklopljeni u čeljusti, a izbacuju se prema naprijed kad zmija napada. Nakon što napadne, riđovka čeka da otrov počne djelovati, jer će plijen pojesti tek kad je mrtav. Otrov riđovke je hemotoksičan što znači da se tkivo raspada te djeluje na krvni sustav, a pojedini ga znanstvenici smatraju toksičnijim i od poskokovog, te ga svrstavaju među najtoksičnije u zmijskome svijetu, ali vjeruju da zbog manje količine koju može uštrcati u ranu ne predstavlja niti približnu opasnost. Ipak, kod većine znanstvenika prevladava mišljenje da otrov nije vrlo toksičan. Brojne statistike upućuju da u većem dijelu Europe ljudi češće umiru od uboda pčela nego od ugriza ove zmije, te da bi zdrava odrasla osoba najvjerojatnije preživjela ugriz i bez medicinske pomoći.
Riđovka se hrani gušterima, žabama, malim sisavcima, ponekad slijepićima i mladim pticama te ptičjim jajima. Vrlo rijetko hrani se čak i malim kunama.

## Stanište
Riđovka naseljava surovije predjele i može se sresti i iznad 3000 m/nv. Prisutna je i u močvarnim područjima sa šikarom u Slavoniji, ali i u planinama Gorskog kotara. Za razliku od poskoka,  ulazi i u vodu. Dobro pliva te je aktivna osobito noću i za vlažna vremena. Preko dana se sklupča i sunča ili se odmara ispod gomile kamenja, korijenja ili u mišjim rupama.
Riđovke većinom žive u kolonijama i sve zmije jedne kolonije spavaju zimski san (hiberniraju) zajedno na jednom mjestu. U proljeće mužjaci prvi izlaze iz mjesta gdje su hibernirali da bi se intenzivno sunčali, a dva do tri tjedna kasnije izlaze ženke i tada započinje ritual parenja.

## Razmnožavanje
Ženke riđovki pare se svake druge godine, potkraj travnja i početkom svibnja, stoga što gravidne ženke zbog razvoja mladunaca koji zauzimaju velik dio trbušne šupljine nemaju mjesta za hranu, pa se tokom graviditeta ne hrane, a na svijet od kolovoza do rujna donose tri do dvadeset mladih, dugih od 14 - 23 cm, koji su odmah sposobni brinuti se sami o sebi. Od rođenja su opremljeni otrovnim zubima i žlijezdama. Mladunci vjerojatno jedu mlade glodavce i guštere, ali i vodozemce. Neki autori tvrde da mladunci jedu kukce i pauke.

## Vanjske poveznice
- herp.it
- arkive.org  Arhivirana inačica izvorne stranice od 12. svibnja 2008. (Wayback Machine)
- herpetofauna.co.uk
- club100.net  Arhivirana inačica izvorne stranice od 17. prosinca 2002. (Wayback Machine)